# John Berkenhout
John Berkenhout (Yorkshire, 8 luglio 1726 – 3 aprile 1791) è stato un fisico, naturalista e scrittore britannico.

## Biografia
Figlio di un mercante olandese, John Berkenhout Senor, e Anne Kitchingman, fu educato alla Leeds Grammar School. Servì gli eserciti prussiani e inglese dopo essersi laureato all'Università di Edimburgo, dove prese un dottorato in fisica (medicina) nel 1765.
Mentre era a Edimburgo pubblicò Clavis anglica linguae botanicae (1762). Pubblicò molti libri di storia naturale, tra cui Outlines of the Natural History of Great Britain and Ireland (1769) e Synopsis of the Natural History of Great Britain and Ireland (1789). La sua opera principale è però Biographia Literaria, or a Biographical History of Literature (1777).

## Opere
- Pharmacopoeia medici, 1766.

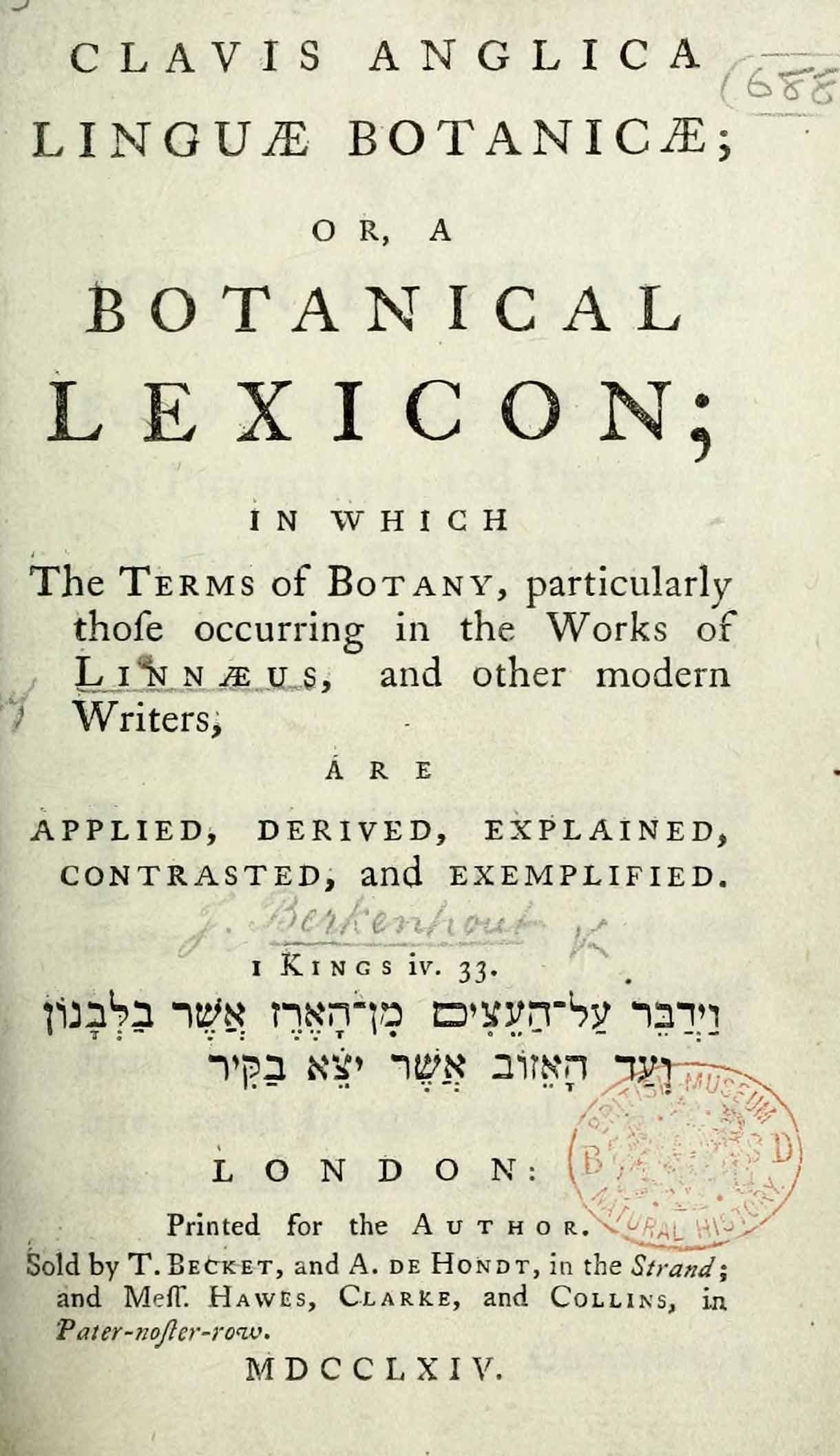
Clavis anglica linguae botanicae, 1764

- (LA) Clavis anglica linguae botanicae, 1ª ed., Edimburgo, 1762.
  - (LA) Clavis anglica linguae botanicae, 2ª ed., London, Thomas Becket & Peter Abraham De Hondt, 1764.
- Outlines of the Natural History of Great Britain and Ireland, 3 voll., 1769-1771.
- Biographia Literaria, or a Biographical History of Literature, containing the lives of English, Scotch, and Irish authors, from the dawn of letters in these kingdoms to the present time, chronologically and classically arranged, 1777.
- Lucubrations on Ways and Means, 1780.
- An Essay on the Bite of a Mad Dog, 1783.
- Symptomatology, 1784.
- First lines of the theory and practice of philosophical chemistry, London. Cadell, 1788.
- Synopsis of the Natural History of Great Britain and Ireland, 1789.
- Letters on Education to his Son at the University, London, Cadell, 1790.

| Berkenhout è l'abbreviazione standard utilizzata per le specie animali descritte da John Berkenhout. Categoria:Taxa classificati da John Berkenhout |